# Зовнішньополітична ініціатива
Зовнішньополітична ініціатива (англ. Foreign Policy Initiative, FPI) — неоконсервативний мозковий центр США, заснований 2009 року. Припинив існування 2017 року.
Відповідно до інформації на сайті центру він створений для підтримки демократичних союзників, прав людини, зміцнення військового потенціалу США в зв'язку зі змінами XXI століття, і для зміцнення глобальної економічної конкурентоспроможності США.
Центр був некомерційною організацією, вільною від оподаткування.
До Ради Ініціативи входили колишній заступник Міністра оборони з політичних питань Ерік С. Едельман, політичний радник Ден Сенор, редактор Weekly Standard Вільям Крістол та старший науковий співробітник Інституту Брукінгса Роберт Каган.